# Carl von Clausewitz
Karl Filip Gottfried (ali Gottlieb) von Clausewicz, pruski general in vojni teoretik, * 1. junij 1780, Burg bei Magdeburg, Prusija (zdaj Saška - Anhalt), † 16. november 1831, Breslau, Prusija (zdaj Wrocław, Poljska).
Poudarjal je moralni (v sodobnem smislu psihološki) in politični vidik vojne. Njegovo najpomembnejše delo je knjiga O vojni (Vom Kriege), ki mu je ni uspelo dokončati.  
Clausewitz je bil v več smislih realist, v nekaterih pogledih tudi romantik, ki je na veliko prevzemal racionalistične ideje evropskega razsvetljenstva. 